# クロスオーバー (バスケットボール)
バスケットボールにおいてクロスオーバー(Crossover)とは、ボールポゼッションのオフェンスプレーヤーがディフェンスを抜き去る為に左右の動きで、ディフェンスを揺さぶるプレー。ボールを素早く左右に切り替えるドリブルでディフェンダーを振り切るプレーをクロスオーバードリブルと呼ぶ。高度なドリブル技術、とボディーバランス、俊敏さを必要とする。